# 連続体 (位相空間論)
数学の一分野である位相空間論における連続体（れんぞくたい、英: continuum）は、空でないコンパクトで連結な距離空間、あるいは場合によってはコンパクトで連結なハウスドルフ空間のことを言う。連続体の研究を行う位相空間論の一分科を連続体論 (Continuum theory) と呼ぶ。

## 諸定義
- 一点より多くの点を含む連続体は非退化 (nondegenerate) であるという。
- 連続体 X の部分集合 A で A 自身が連続体となっているようなものを、X の部分連続体 (subcontinuum) と呼ぶ。ユークリッド平面 R2 の部分連続体に同相な空間は平面連続体 (planar continuum) と呼ばれる。
- 連続体 X が等質 (homogeneous) であるとは、X の任意の二点 x, y に対し、同相写像 h: X → X で h(x) = y を満たすものが取れることを言う。
- ペアノ連続体 (Peano continuum) は各点において局所連結であるような連続体を言う。
- 既約連続体 (indecomposable continuum) は二つの真の部分連続体の和として表すことができない連続体を言う。連続体 X が遺伝的既約 (hereditarily indecomposable) であるとは、X の任意の部分連続体が既約となるときに言う。
- 連続体の次元 (dimension) とは、通例その位相次元を指していう。一次元連続体は、しばしば曲線 (curve) と呼ぶ。

## 例

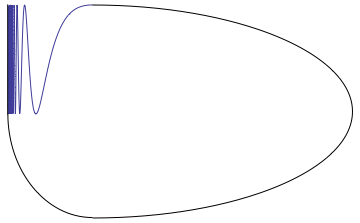
ワルシャワの円

弧閉区間 [0,1] に同相な空間は弧 (arc) と呼ぶ。h: [0,1] → X が同相写像で h(0) = p かつ h(1) = q のとき、p, q は弧 X の端点 (endpoint) であると言い、また X は p から q へ結んだ弧であるという（向きがあることに注意）。弧はもっとも単純かつもっともありふれた種類の連続体で、一次元かつ弧状連結 (arcwise connected) かつ局所連結である。
位相幾何学者の正弦曲線位相幾何学者の正弦曲線 (Topologist's sine curve) は、函数 f(x) = sin(1/x) (0 < x ≤ 1) のグラフと y-軸上の線分 −1 ≤ y ≤ 1 の和集合として得られる平面の部分集合である。これは弧状連結ではないが y-軸上の点において局所連結となるような一次元連続体である。
ワルシャワの円位相幾何学者の正弦曲線において (0,−1) と (1,sin(1)) とを弧で結んで「閉じ込む」ことでワルシャワの円 (Warsaw circle) が得られる。これは一次元の連続体で、そのホモトピー群は自明となるが可縮空間でないような例になっている。
n-次元胞体ユークリッド空間 Rn 内の (n-次元) 閉球体に同相な空間は n-次元胞体と呼ばれる。これはもっとも簡単な n-次元連続体の例で、可縮である。
n-次元球面
- (n + 1)-次元ユークリッド空間内の標準的な n-次元球面に同相な空間を n-次元球面と呼ぶ。これは可縮でない n-次元等質連続体であり、従って n-次元胞体とは異なる。

ヒルベルトの立方体ヒルベルトの立方体は無限次元連続体である。
ソレノイドソレノイドは既約等質連続体の最も簡単な例である。これは弧状連結でもなければ局所連結でもない。
シェルピンスキーのカーペットシェルピンスキーのカーペットは一次元の平面ペアノ連続体で、任意の一次元平面連続体の同相像を含むため、シェルピンスキーの普遍曲線 (Sierpinski universal curve) とも呼ばれる。
擬弧擬弧 (Pseudo-arc) は遺伝的既約な平面等質連続体である。

## 性質
連続体を構成するための二種類の基本的な構成法として「区間縮小法」(nested intersections) と「逆極限」(inverse limits) がある。
区間縮小法{Xn} を縮小連続体族 (nested family of continua) つまり、常に Xn ⊇ Xn+1 となるようなものとすれば、それらすべての交わりはまた連続体になる。
逆極限{(Xn, fn)} が連続体 Xn（座標空間 (coordinate space) と呼ぶ）と連続写像 fn: Xn+1 → Xn（結合写像 (bonding maps) と呼ぶ）からなる逆系のとき、その逆極限もまた連続体となる。
連続体の有限個または可算個の直積はやはり連続体である。